# Emmy Eerdmans
Emmerentiana Maria (Emmy) Eerdmans (Bussum, 30 augustus 1931 – Zetten, 15 december 2024) was een Nederlands schilder, tekenaar en beeldhouwer.

## Leven en werk
Eerdmans werd opgeleid aan de Rijksnormaalschool voor Teekenonderwijzers en de Rijksakademie van beeldende kunsten in Amsterdam, als leerling van onder anderen Gé Röling en Jan Wiegers. In 1957 won ze de Cohen Gosschalkprijs. In datzelfde jaar behaalde ze bij de Prix de Rome de tweede plaats in de categorie beeldhouwkunst en won ze in de categorie schilderkunst. Ze maakte een vervolgens een studiereis door Italië en vestigde zich in de jaren zestig in Antwerpen, waar ze haar opleiding vervolgde aan het Nationaal Hoger Instituut.
Eerdmans maakte onder meer dier- en figuurvoorstellingen, portretten, stillevens en stadsgezichten. Naast haar teken- en schilderwerk maakte ze ook kleinplastieken. Eerdmans sloot zich aan bij Arti et Amicitiae, de Nederlandse Kring van Tekenaars en het Amersfoorts Kunstenaars Genootschap. 
Ze trouwde in 1963 met de graficus Ben Joosten (1931-2013). Het echtpaar woonde later in Soest en vanaf de jaren negentig in een oude school in Hien. Vanaf 1989 reisde het echtpaar Joosten-Eerdmans jaarlijks naar Zimbabwe, waar hij lesgaf in bronsgieten en zij het dagelijks leven in tekeningen vastlegde. Het paar werkte vijf jaar mee aan het fotoproject De wereld van Emmy van fotografe Hanne van der Woude.
Emmy Eerdmans overleed op 15 december 2024 op 93-jarige leeftijd.